# Odontochelys
Odontochelys is een geslacht van uitgestorven schildpadden. Odontochelys had anders dan de hedendaagse schildpadden alleen een buikschild. Ook had Odontochelys geen verhoornde bek en nog wel tanden. Odontochelys is ouder dan Proganochelys en is daarmee de oudst bekende schildpad. Hij behoort tot de familie Odontochelyidae en is daarbinnen het enige geslacht. De naam Odontochelys betekent 'getande schildpad met een half schild'. Odontochelys zag er waarschijnlijk uit als een brede, grote, fors gebouwde hagedis met een gepantserde buik. Het skelet van Odontochelys lijkt op dat van embryo's van schildpadden. Hij leefde in een gebied dat nu in China ligt, zo'n 220 miljoen jaar geleden, in het Laat-Trias. Odontochelys werd ongeveer 1 meter lang.